# Абате, Алессандро
Алессандро Абате (итал. Alessandro Abate; 25 ноября 1867 года, Катания, королевство Италия — 29 марта 1953 года, Катания, Италия) — итальянский художник, писавший картины в стиле арт-нуво, декоратор и автор многочисленных фресок в храмах по всей Италии.

## Биография
Алессандро Абате родился в Катании 25 ноября 1867 года. Начальное художественное образование получил на Сицилии у живописца Антонино Гандольфо и гравёра Франческо ди Бартоло.
В 1893 году, благодаря финансовой поддержке, которую ему оказывал учитель, Франческо ди Бартоло, он продолжил обучение в Неаполе у художника Винченцо Маринелли. Завершил образование в Риме, в Академии прикладных искусств.
Он был прекрасным акварелистом, пейзажистом, портретистом. В 1902 году Алессандро Абате выиграл конкурс, устроенный Художественно-промышленным музеем в Риме.
Карьера живописца отмечена участием в выставках на местном и общенациональном уровне, таких, как выставка «Беллини» в Катании в 1890 году, Римская государственная выставка 1895 года, выставка современного декоративно-прикладного искусства в Турине в 1902 году и выставка достижений сицилийского сельского хозяйства в Катании в 1907 году. В 1897 году он получил золотую медаль и сто лир в римской художественной школе при Художественно-промышленном музее под руководством Раффаэлло Оджетти. Вскоре он завоевал признание, как ведущий сицилийский живописец в стиле арт-нуво.
В 1920 — 1940-х годах трудился над государственным заказом, декорируя государственные резиденции в Триполи, Александрии и Тунисе. Принимал участие в выставках в Сантьяго-де-Чили и Париже. Имел многочисленные награды. Его фрески украшают многочисленные дворцы и церкви.